# Ivan Kovačić (književnik)
 Ovo je glavno značenje pojma Ivan Kovačić (književnik). Za članak o istoimenom političaru pogledajte Ivan Kovačić.
Ivan (Ivko) Kovačić (Split, 4. studenog 1897. – Split, 1. kolovoza 1981.), splitski književnik, poštar i veteran talijanskog bojišta.

## Životopis
Rođen u splitskome Velome Varošu u težačkoj obitelji. U Prvome svjetskom ratu sudjeluje 1915. – 1916. kada pada u zarobljeništva sve do 1919. kada uspješno bježi. Pohodio je samo osnovnu školu, prije rata, i dva razreda građanske poslije rata 1921. godine. Radio je od 1921. do umirovljenja 1957. kao poštanski službenik, s prekidom rada tokom izgnanstva u Makarsku za Drugog svjetskog rata. Preminuo je 1981. godine u rodnome Splitu.

## Djela
Za života skoro ništa nije tiskano izuzev knjige Smij i suze starega Splita objavljene 1971. te nešto manjih novinskih priloga. Velika količina djela je ostala sačuvana u rukopisu te objavljena postumno. Pisao je na splitskoj čakavštini, ali i na standardnom hrvatskom jeziku. Njegov lik i djelo smatraju se jednom od polazišnih točki Miljenka Smoje za izgradnju lika pošćera u njegovu djelu Malo misto.
Prvi rukopisi Kovačićevih djela koju su nastali za vrijeme njegove poštarske službe u međuratnom periodu su izgubljeni u savezničkom bombardiranju Splita u Drugome svjetskome ratu. Kasnije je ponovno sva djela po sjećanju napisao.

## Popis izdanih djela
- Smij i suze starega Splita - Laughter and Tears in Old Split, Baltimore 1970. (pisano dijalektom s engleskim prijevodom)
- Smij i suze starega Splita, Split, 1971., pretisak 1996. (pisano dijalektom)
- Smij kroz suze, Split, 2010. (pisano dijalektom)
- Grozote rata, Zagreb, 2016. (pisano hrvatskim standardnim jezikom)
- Zarobljeništvo i bijeg, Zagreb, 2018. (pisano hrvatskim standardnim jezikom)
- U pošti i oko nje, Zagreb, 2016. (pisano dijalektom)